# 23 (szám)
A 23 (huszonhárom) a 22 és 24 között található természetes szám.

## A matematikában
A tízes számrendszerbeli 23-as a kettes számrendszerben 10111, a nyolcas számrendszerben 27, a tizenhatos számrendszerben 17 alakban írható fel.
A 23 páratlan szám, prímszám. Kanonikus alakja 231, normálalakban a 2,3 · 101 szorzattal írható fel. Két osztója van a természetes számok halmazán, ezek növekvő sorrendben: 1 és 23.
A huszonhárom a kilencedik prímszám és a legkisebb páratlan prím, ami nem ikerprím.
Ez az ötödik faktoriálisprím, a második Woodall-prím és Smarandache–Wellin-prím.
A huszonhármas szám egy Eisenstein-prím, és a tízes számrendszerben ez az első prím, amelyiknek mindkét számjegye maga is prím.
Az ötödik Sophie Germain-prím és a negyedik biztonságos prím. Pillai-prím. Elsőfajú Szábit-prím.
A 23 kétszer szerepel a fortunátus számok listájában.
David Hilbert 1900-ban a nemzetközi matematikai konferencián közzétett, híres, megoldatlan matematikai problémák listájában 23 tétel szerepelt.
Az első 23 prím összege (874) osztható 23-mal, ami nem gyakori tulajdonság a számok körében.
Két szám, az 57 és a 85 valódiosztó-összegeként áll elő.

## A tudományban
- A periódusos rendszer 23. eleme a vanádium.
- Az egészséges embereknek 23 pár kromoszómájuk van.
- Euklidész geometriájának 23 alapszabálya van.
- A 23-as szám utalhat az Illuminátus rendre.

## Film
A 23-as szám – 2007

## A zenében
- A Tool nevű amerikai rockzenekar negyedik, 10,000 Days című albumán az utolsó, tizenegyedik szám címe Viginti Tres. Ez latinul 23-at jelent.
- Jimmy Eat World - 23 : Futures című albumuk záró, tizenegyedik dala, mely sokakban felvet szép emlékeket a múltról és a szerelemről, és mindenkinek személyes. A One Tree Hill c. sorozatban is megtalálható ez a szám.
- A Szegénylegény vagyok én kezdetű dalban a lyukas nadrágon 23 folt van.
- A The KLF együttes visszatérő témája a 23-as szám, különféle formákban.